# Tomislav Ivić (Fußballtrainer)
Tomislav Ivić (* 30. Juni 1933 in Split, Jugoslawien; † 24. Juni 2011 in Split, Kroatien) war ein jugoslawischer bzw. kroatischer Fußballtrainer. In seiner mehr als 30 Jahre umspannenden Laufbahn trainierte er Vereine in zehn europäischen und zwei asiatischen höchsten Ligen, darüber hinaus war er Nationaltrainer von Kroatien, der Vereinigten Arabischen Emirate und des Iran.

## Karriere
Der ehemalige Stürmer von RNK Split begann seine Trainerlaufbahn bei seinem Heimatverein, ehe er 1971/72 Slavko Luštica beim Lokalrivalen Hajduk Split ablöste. Mit Hajduk feierte er bis 1976 zwei jugoslawische Meisterschaften und vier Pokalsiege. Nach zwei Jahren in den Niederlanden bei Ajax Amsterdam, mit denen er 1977 niederländischer Meister wurde, kehrte er zu Hajduk zurück und wurde mit dem Team 1979 erneut Meister; 1997/98 war er übergangsweise noch einmal für drei Spiele für den mittlerweile kroatischen Verein tätig.
Ab 1980 war er für drei Jahre beim RSC Anderlecht, den er in seinem ersten Jahr zur belgischen Meisterschaft führte. Nach einem einjährigen erneuten Zwischenspiel in Jugoslawien, diesmal bei Dinamo Zagreb, kam er über jeweils maximal eine Saison bei Galatasaray Istanbul, US Avellino, Panathinaikos Athen und den FC Porto 1988 erstmals nach Frankreich zu Paris Saint-Germain, wo er zwei Jahre blieb.
Ab dem zweiten Spieltag der Saison trainierte er Atlético Madrid und wurde mit dem Verein um den Deutschen Bernd Schuster, den Portugiesen Paulo Futre und dem Österreicher Gerhard Rodax sowie Torwart Abel Resino, der 1275 Minuten ohne Gegentor blieb und damit einen Weltrekord aufstellte, spanischer Vizemeister mit zehn Punkten hinter dem FC Barcelona. Wenngleich sechs Niederlagen und nur zwei Siege in den letzten zehn Spielen nicht hilfreich waren, hatte Atlético in dieser Saison gegen die von Johan Cruyff trainierten Katalanen, die am zweiten Spieltag die Tabellenführung übernahmen und nicht mehr abgaben, keine reale Titelchance. Im direkten Vergleich mit Barcelona lag Atlético aber mit einem 2:1-Heimsieg und einem Unentschieden im Camp Nou vorne. Noch wichtiger war aber der 2:0-Sieg beim FC Barcelona im Pokalhalbfinale der den Einzug ins Finale vorbereitete, wo Atlético den RCD Mallorca in der Verlängerung mit 1:0 besiegte.
Zu Beginn der Saison 1991/92 übernahm er den französischen Meister und Europapokalfinalisten Olympique Marseille. Seine Defensivtaktik fiel nicht überall auf gefallen. Am 14. Spieltag am 19. Oktober erlitt er mit Marseille bei einem 0:1 bei AS St. Etienne die zweite Saisonniederlage. Das Spiel fand ohne Marseilles Stürmerstar Jean-Pierre Papin statt, der sich durch einen Flaschenwurf vor dem Spiel verletzt fühlte; es gab eine Neuaustragung im Januar die 1:1 endete. Damit hatte Ivić eine Bilanz von nur einem Sieg, einer Niederlage und zwei Unentschieden aus den letzten vier Ligaspielen, war aber immer noch mit einem Punkt Vorsprung vor AS Monaco Tabellenführer. Ein 3:2-Heimsieg im Hinspiel der zweiten Runde im Europacup der Meister am Mittwoch darauf half ihm nicht mehr. Bereits am nächsten Spieltag saß sein Vorgänger Raymond Goethals, der sich zwischenzeitlich als Technischer Direktor beim Verein beschäftigte, zusammen mit Jean Fernandez auf der Trainerbank. Vor Monatsende wurde von der Vereinsführung um Präsident Bernard Tapie verkündet, dass sich Ivić wegen der seinerzeitigen Bürgerkriegssituation in Jugoslawien emotionell etwas angegriffen sei und deswegen erst einmal zwei Wochen Urlaub mache. Mit Goethals schied Marseille zwar nach einer 1:2-Niederlage in Prag aus dem Europacup aus, gewann aber die Landesmeisterschaft. Die Ligabilanz von Ivić bei Marseille war acht Siege, vier Unentschieden und zwei Niederlagen mit einem Punkteschnitt von 1.43 pro Spiel, der jener Saison auch zum Titel gereicht hätte. Goethals erreichte im Durchschnitt 1,56 Punkte pro Spiel.
Zu Beginn der Saison 1992/93 wurde er vom portugiesischen Vizemeister Benfica Lissabon als Nachfolger des Schweden Sven-Göran Eriksson bestellt. Am elften Spieltag verlor er beim FC Porto mit 0:1. Nach vorhergegangenen Niederlagen gegen den Ortsrivalen Sporting Lissabon und den FC Famalicão war Benfica mit vier Punkten Rückstand nurmehr Dritter, woraufhin Ivić durch Benficas „ewigen Feuerwehrmann“ António „Toni“ Oliveira ersetzt wurde unter dem der Verein um João Pinto, Rui Costa, Paulo Futre und Paulo Sousa nur noch einmal verlor und mit zwei Punkten Rückstand hinter Porto Vizemeister sowie Pokalsieger wurde. Zu Beginn der Saison wurde er erneut Trainer beim FC Porto, der in den beiden Vorjahren unter dem Brasilianer Carlos Alberto Silva Meister wurde. Nach Abschluss der Hinrunde lag die Mannschaft um Torwart Vítor Baía, João Pinto und den bulgarischen Stürmerstar mit vier Punkten Abstand auf Platz eins Dritter und der spätere englische Ritter Bobby Robson führte die Mannschaft in der zweiten Serie zur Vizemeisterschaft.
Anschließend wurde er Direktor der kroatischen Nationalmannschaft der die Qualifikationsspiele für die Europameisterschaft in England bevorstanden. Ein Höhepunkt war dabei die Partie gegen den Vizeweltmeister Italien am 19. November in Palermo. Trainer Miroslav Blažević war von der UEFA für dieses Spiel gesperrt und so kam Ivić zu seinem einzigen Einsatz als kroatischer Nationaltrainer. Beim 2:1-Sieg der Kroaten fügten diese Italien die erst zweite Niederlage in einem Qualifikationsspiel zu und Kroatien sollte die Qualifikation als Gruppenerster schaffen. Das war zudem die erste Qualifikation des jungen Kroatiens für einen internationalen Wettbewerb.
1995 trainierte er für einige Zeit AS Monaco und Fenerbahçe Istanbul, ehe er ab 1996 in Dubai ein Jahr lang die Nationalmannschaft der Emirate und zwei Jahre lang den Erstligisten Al-Wasl betreute. Von dort ging es zu Pirouzi Teheran; hier betreute er 1998 auch die iranische Nationalmannschaft. Standard Lüttich und erneut Olympique Marseille waren die letzten Trainerstationen, ehe er sich zeitweilig in den Ruhestand begab – nur um 2003 für ein Jahr als Sportdirektor zu Pirouzi Teheran zurückzukehren. Anschließend arbeitete er mit über 70 Jahren als Direktor des Ausbildungszentrums von Standard Lüttich.
Unerreicht ist sein Rekord in 6 verschiedenen Ländern den Landesmeister trainiert zu haben: 1974, 1975 und 1979 Hajduk Split im ehemaligen Jugoslawien, 1977 AFC Ajax in den Niederlanden, 1981 RSC Anderlecht in Belgien, 1986 Panathinaikos Athen in Griechenland, 1988 FC Porto in Portugal und Olympique Marseille, das 1991/92 Meister von Frankreich wurde, wenngleich Ivić dort bereits Ende Oktober 1991 ausschied.
In späteren Jahren ließ er sich in seiner Heimatstadt Split nieder. Er bekannte sich dort zu seinem ersten Verein, dem RNK Split, den er als seine große Liebe bezeichnete. Beim Anblick alter Fernsehbilder in einer Talk Show von Televizija K5 vergoss er Mitte 2008 vor laufender Kamera sogar einige Tränen. Der zuletzt an Herzbeschwerden und Diabetes leidende Trainer verstarb am 24. Juni 2011, nur eine Woche vor seinem 78. Geburtstag.

## Erfolge
Hajduk Split
- 3 × jugoslawischer Meister: 1974, 1975, 1979
- 4 × jugoslawischer Pokalsieger: 1972, 1973, 1974, 1976

Ajax Amsterdam
- 1 × niederländischer Meister: 1977

RSC Anderlecht
- 1 × belgischer Meister: 1981

Panathinaikos Athen
- 1 × griechischer Meister: 1986

FC Porto
- 1 × Weltpokal: 1987
- 1 × UEFA Super Cup: 1987
- 1 × portugiesischer Meister: 1988
- 1 × portugiesischer Pokalsieger: 1988

Atlético Madrid
- 1 × spanischer Pokalsieger: 1991